# Euro-mediterrane associatieovereenkomst
Een Euro-mediterrane associatieovereenkomst (EMA) is een speciaal soort associatieovereenkomst die is gesloten tussen de Europese Unie en een derde land in het Middellandse Zeegebied. Doel van associatieverdragen is het bevorderen van de economische en financiële samenwerking en handel. Andere doelen zijn politieke dialoog over veiligheid, democratie, mensenrechtenen en sociale, culturele en educatieve samenwerking. Een achterliggend idee is, dat EMA's bijdragen aan stabiliteit en vrede in de regio.

## Achtergrond
Euro-mediterrane associatieovereenkomsten zijn een essentieel onderdeel van de Europees-mediterrane partnerschappen met de Unie voor het Middellandse Zeegebied. Ze komen in de plaats van de "Samenwerkingsovereenkomsten" ("Co-operation Agreements"), die in de 1970er jaren werden gesloten. Een cruciale stap naar de instelling van een Euro-mediterrane vrijhandelszone was een Arabisch vrijhandelsverdrag tussen Egypte, Jordanië, Marokko en Tunesië volgens het Agadir-akkoord van februari 2004, dat van kracht werd in 2006. Libanon en Palestina traden toe tot dit verdrag op 3 april 2016

## Doelen
Doelen en kernpunten van een EMA zijn onder andere:
- economische en financiële samenwerking en handels-samenwerking, inclusief

- liberalisering van het handelsverkeer in goederen
- vergemakkelijking van de handel in diensten en het kapitaalverkeer, met volledige liberalisering van de kapitaalsector
- duurzame ontwikkeling van het Middellandse Zeegebied
- het tot stand brengen van een vrijhandelszone in het Middellandse Zeegebied met vrij verkeer van goederen
- stimulering van intraregionale samenwerking tussen de mediterrane landen, om bij te dragen aan vrede, stabiliteit en economische en sociale ontwikkeling
- politieke dialoog en veiligheidsdialoog
- sociale, culturele en educatieve samenwerking

## Gesloten EMA's
Er zijn sinds 1995 in totaal acht EMA's gesloten. Op 17 juli 1995 werd het verdrag met Tunesië ondertekend. De eerste overeenkomst trad in werking op 1 juli 1997 voor de staat Palestina in de vorm van een interim-overeenkomst, ondertekend in februari 1997, die nog altijd van kracht is. Deze werd gesloten na de totstandkoming van het "Israëlisch-Palestijns interim-akkoord" in 1995, dat onderdeel is van de Oslo-akkoorden. Het verdrag vermeldt dat de "overeenkomst door een Euro-mediterrane associatieovereenkomst vervangen moet worden zodra de omstandigheden dit toelaten". Het verdrag met Israël werd al ondertekend op 20 november 1995, maar werd pas van kracht in juni 2000.
Voor Syrië was een soortgelijk verdrag in de maak ter vervanging van de lopende overeenkomst. Tussen 1998 en 2004 werd onderhandeld over een EMA met Syrië. Deze werd op 4 oktober 2004 getekend, maar moest nog worden geratificeerd. In oktober 2009 keurden de EU-staten een geactualiseerde versie hiervan goed, maar Syrië vroeg uitstel om deze nader te bestuderen. In 1977 was al een Samenwerkingsovereenkomst met Syrië getekend, die op 1 november 1978 van kracht werd. Dit verdrag uit 1978 werd in mei 2011 door sancties wegens de burgeroorlog aldaar opgeschort voor wat onder andere betreft de handel in ruwe olie, aardolieproducten, goud, edelmetalen en diamanten. Ook het onderhandelingsproces voor de vervangende EMA werd opgeschort.
Ook met Libië is er geen EMA gesloten. Het Griekse, allereerste, associatie-akkoord van 9 juli 1961, dat overbodig werd na toetreding tot de EU, was nog een algemeen associatieverdrag (gesloten met de Europese Economische Gemeenschap). Ook het associatieverdrag met Turkije, dat net als Griekenland aan de Middellandse Zee ligt, werd geen Euro-mediterrane overeenkomst genoemd. Dit werd op 12 september 1963 ondertekend als tweede ooit. Op 23 december 1963 werd het goedgekeurd door de 'Raad van de Europese Economische Gemeenschap', ingaande 29 december 1964. Het verdrag met Jordanië, dat niet aan de Middellandse Zee ligt, is juist weer wel een EMA.

### Chronologische lijst van gesloten EMA's
| Derde land | Sinds        |
| ---------- | ------------ |
| Palestina  | 1 juli 1997  |
| Tunesië    | 1 maart 1998 |
| Marokko    | 1 maart 2000 |
| Israël     | 1 juni 2000  |
| Jordanië   | 1 mei 2002   |
| Egypte     | 1 juni 2004  |
| Algerije   | 1 sept 2005  |
| Libanon    | 1 april 2006 |